# Valdenebro de los Valles

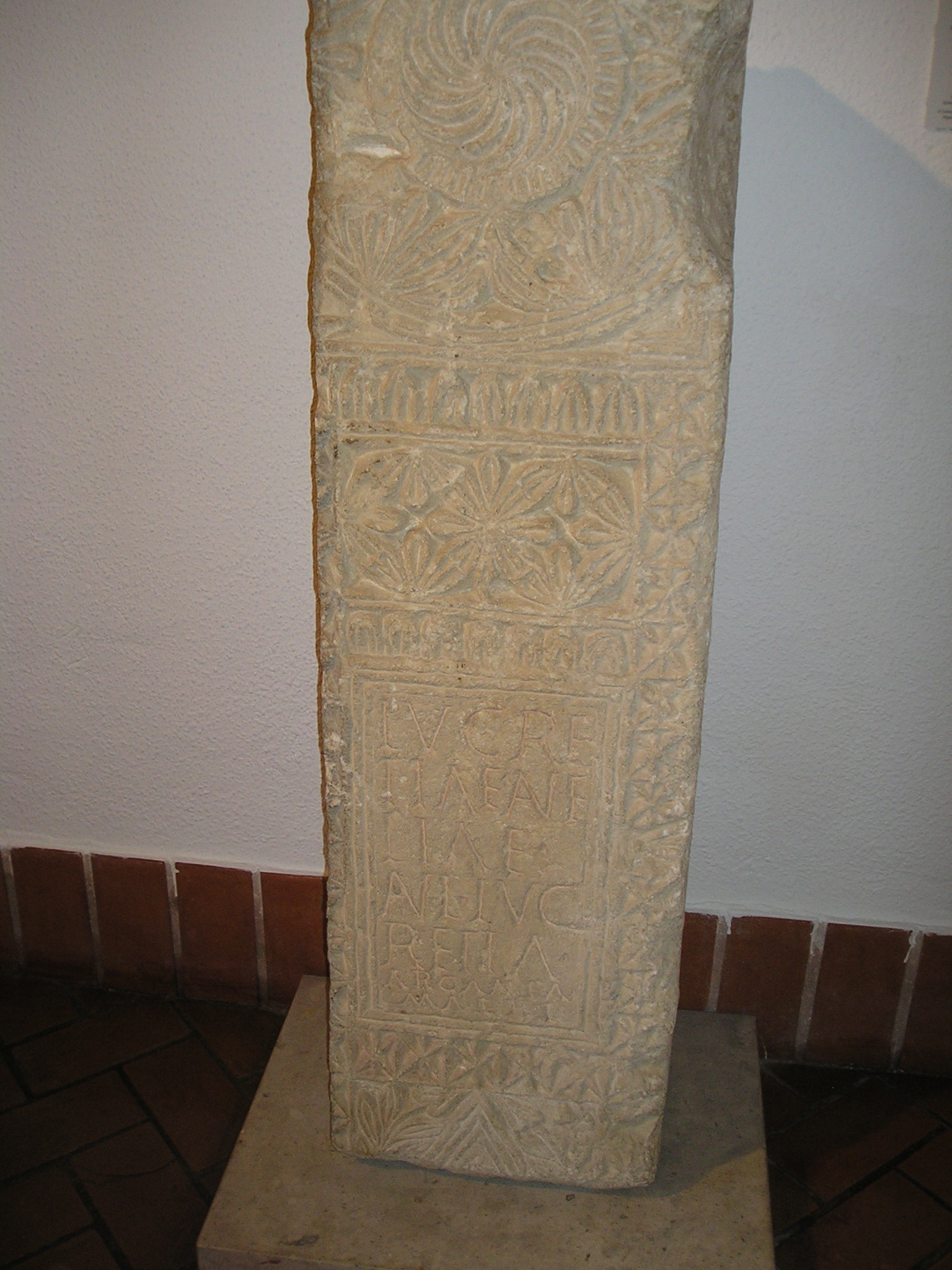
Bei Valdenebro gefundene römische Grabstele

Valdenebro de los Valles ist ein nordspanischer Ort und eine Gemeinde (municipio) mit 185 Einwohnern (Stand: 2024) im Nordosten der Provinz Valladolid der Autonomen Gemeinschaft Kastilien-León.

## Lage
Der Ort Valdenebro de los Valles liegt am Nordrand der Montes Torozos im Übergang zur Comarca Tierra de Campos in der kastilischen Hochebene in einer Höhe von etwa 815 m ü. d. M. Die Provinzhauptstadt Valladolid befindet sich gut 36 km (Fahrtstrecke) nordwestlich; die historisch bedeutsame Kleinstadt Medina de Rioseco ist nur ca. 8 km in nordwestlicher Richtung entfernt. Das Klima im Winter ist durchaus kalt, im Sommer dagegen warm bis heiß; die spärlichen Regenfälle (ca. 400 mm/Jahr) fallen verteilt übers ganze Jahr.

## Bevölkerungsentwicklung
| Jahr      | 1857 | 1900 | 1950 | 2000 | 2016 |
| Einwohner | 712  | 718  | 701  | 217  | 206  |

Der Bevölkerungsrückgang im 20. Jahrhundert ist im Wesentlichen auf die Mechanisierung der Landwirtschaft und den damit einhergehenden Verlust von Arbeitsplätzen zurückzuführen.

## Wirtschaft
Die auf den fruchtbaren Lehm- und Lössböden der Tierra de Campos betriebene Feldwirtschaft und die Haltung von Kleinvieh (v. a. Hühner) bildeten jahrhundertelang die Lebensgrundlage der als Selbstversorger lebenden Bevölkerung der Region; Pferde und Esel wurden als Zug- und Tragtiere gehalten. Seit dem Mittelalter entwickelten sich auch Handwerk, Kleinhandel und Dienstleistungsbetriebe aller Art, die jedoch inzwischen zumeist wieder verschwunden sind.

## Geschichte
In vorrömischer Zeit gehörte die Region zum Siedlungsgebiet des keltischen Volksstamms der Vaccäer; später kamen Römer und Westgoten und im 8. Jahrhundert wurde das Gebiet von den Mauren überrannt – alle vier Kulturen haben jedoch in dem ehemals möglicherweise bewaldeten Gebiet nur wenige archäologisch verwertbare Spuren hinterlassen. Bereits im 9. Jahrhundert eroberten asturisch-leonesische Heere die Gebiete nördlich des Duero zurück (reconquista). Ende des 10. Jahrhunderts machte der maurische Heerführer Almansor die christlichen Erfolge vorübergehend wieder zunichte, aber im 11. Jahrhundert dehnte das Königreich León sein Herrschaftsgebiet erneut bis zur Duero-Grenze aus und betrieb eine Politik der Wiederbevölkerung (repoblación). Nach vorangegangenen Versuchen vereinigte sich León im Jahr 1230 endgültig mit dem Königreich Kastilien, doch kam es auch in der Folgezeit immer wieder zu Auseinandersetzungen. Seine Blütezeit erlebte der Ort im ausgehenden Mittelalter und in der frühen Neuzeit.

## Sehenswürdigkeiten

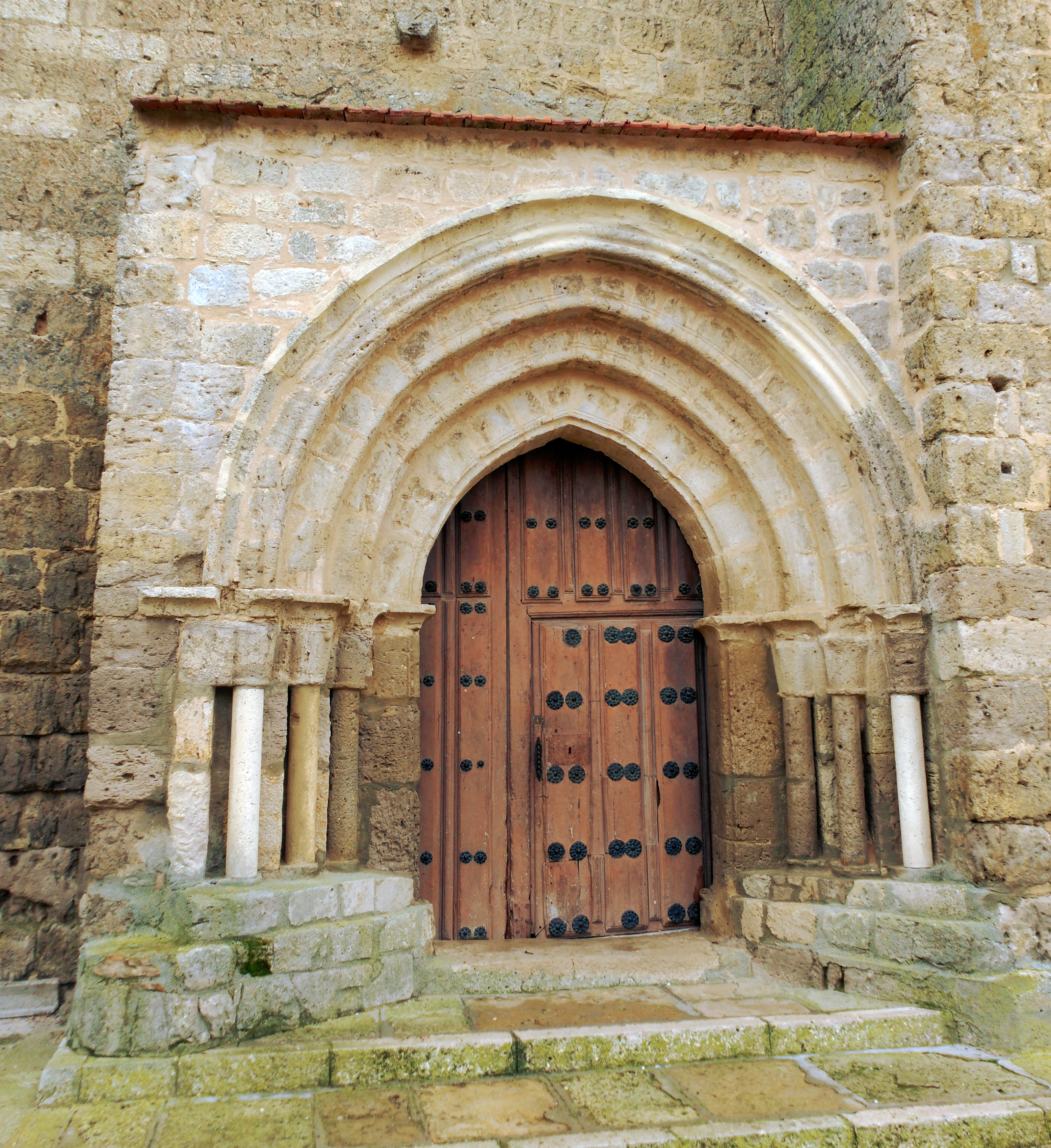
Nordportal der Kirche

- Die zur Gänze aus Hausteinen erbaute Iglesia de San Vicente Mártir entstammt dem 16. Jahrhundert. Ihr Turm wird begleitet von einem kleineren Treppenturm. Das hohe Kirchenschiff ist außen durch Strebepfeiler stabilisiert und gegliedert. Auf der Nordseite findet sich ein älteres – vielleicht von einem Vorgängerbau stammendes – spätromanisch-gotisches Portal, welches geringfügig aus der Mauerflucht hervortritt; das Portal auf der Südseite stammt aus der Bauzeit der Kirche. Im Innern wird das Kirchenschiff von einem Kreuzrippengewölbe bedeckt. Interessant sind der barocke Hochaltar aus dem 17. Jahrhundert sowie drei Tafelgemälde aus der Zeit um 1540.[5]
- Das Erdgeschoss des im 18. Jahrhundert erbauten Rathauses (ayuntamiento) ist durch drei Arkaden geöffnet, deren äußere jeweils Durchgänge zu angrenzenden Straßen bilden; der mittlere Bogen führt über eine Treppe ins Obergeschoss.
- Von der ehemaligen Stadtmauer sind nur Ruinen erhalten.